# 雪山河
雪山河，又称红土岭河，是位于中华人民共和国青海省海西蒙古族藏族自治州格尔木市西南部地区的一条河流，那棱格勒河左岸支流，发源于博卡雷克塔格山西段一座名叫分水岭的冰山南麓，由北向南流约9千米后转东北流，约23千米后转东南流，在红土岭以东17千米处汇入那棱格勒河。河长78千米，流域面积1280平方千米，河道平均比降15.8‰，年均径流量0.86亿立方米。雪山河流域地处偏僻，交通闭塞，人迹罕至。。